# Robert de Vanssay
 (octobre 2013).
 (octobre 2013).
- Si vous ne connaissez pas le sujet, laissez ce bandeau (vous pouvez alors contacter les auteurs).
- Si vous supprimez le contenu mis en cause (vous pouvez préalablement contacter les auteurs),

argumentez précisément cette suppression dans la page de discussion
(un manque de référence n'est pas un argument ; une recherche réelle de référence doit avoir été effectuée, être formellement documentée).
Robert Achille Gabriel de Vanssay né le 16 février 1886 au Mans (Sarthe) et tué à l’ennemi le 10 juin 1940 à proximité de St-Loup en Champagne (Ardennes), est un officier de cavalerie français ayant combattu au cours des deux Guerres Mondiales.

## Biographie

### Origines familiales
Robert de Vanssay est le fils d’Edgar Marie Alfred de Vanssay (1849-1917) et d’Aliette Espivent de la Villesboisnet (1856-1935). Son père, officier d’artillerie (promotion de St-Cyr 1867-1869), combat les Prussiens à Buzenval (1870-1871), puis achève sa carrière en tant que colonel commandant l’École d’artillerie d’Épinal.
Il appartient à la famille noble de Vanssay, originaire du Maine,.
Robert de Vanssay est le 4e enfant d’une fratrie de six. Il perd deux de ses frères au cours de la Première Guerre mondiale. Le plus jeune, Paul, tombe le 25 septembre 1915 à Aubérive (Marne), puis son frère aîné Maurice le 17 janvier 1916 à Ville-sur-Tourbe (Marne). Tous deux, « Morts pour la France », étaient lieutenants au 104e R.I. Robert de Vanssay perd également deux cousins germains ainsi que deux autres cousins plus éloignés au cours de ce même conflit.
Il choisit le métier des armes en 1907. En 1912, il est sous-lieutenant au 24e dragons.

### La Première Guerre mondiale
En 1914, il est lieutenant au 24e dragons, combat en Champagne puis sur la Marne.
Il passe ensuite au 5e chasseurs à cheval, combat à Roye (Somme) puis à Dancourt (Somme). Alors qu’il se porte avec ses hommes le 27 mars 1918 vers le village de Grivillers (Somme) pour épauler des lignes anglaises, il est grièvement blessé et porté disparu. Il est en fait prisonnier des Allemands.
Le 8 juin 1918, Robert de Vanssay est convoyé par train à bestiaux vers le camp de « Fuchsberg bei Uchte » (province de Prusse-Orientale) où il arrive le 12 juin. Puis il est transféré le 1er juillet 1918 au camp de « Helmstedt » (Basse-Saxe), soumis à des conditions de détention moins rigoureuses. Malgré l’armistice du 11 novembre 1918, le rapatriement des prisonniers de « Helmstedt » ne débute que le 1er janvier 1919. C’est à nouveau par voie ferrée que le convoi atteint les Pays-Bas, avant d’embarquer à Flessingue (Zélande) à bord du paquebot mixte « Batavia » (dommage de guerre remis aux Français, puis exploité par la Compagnie Maritime des Chargeurs Réunis jusqu’en 1924). L’arrivée en France se fait au port de Dunkerque le 10 janvier 1919.

### Entre-deux-guerres
Robert de Vanssay retourne à la vie de garnison entre les deux guerres.
Lieutenant au 5e régiment de chasseurs, il figure au tableau d'avancement pour l'année 1922 pour être promu au grade de capitaine. Il est fait chevalier de la Légion d'honneur en 1926 (18 ans de services, 7 campagnes, 1 blessure).
Il effectue au moins une affectation au Maroc.

### La Seconde Guerre mondiale
En 1939 il est chef d’escadrons (commandant) au 8e Régiment de Dragons stationné à Limoges.
À la même époque, l’État-major crée des unités spéciales qui se distingueront par leur mobilité et la diversité de leurs missions. Composés d’éléments prélevés sur des régiments existants, intégrant aussi de nombreux réservistes, ce sont les Groupes de Reconnaissance de Divisions d’Infanterie (G.R.D.I), et Groupes de Reconnaissance de Corps d’Armées (G.R.C.A). Leurs missions : le renseignement et la reconnaissance, mais aussi le soutien rapide aux unités classiques, nécessitant un renfort lors d’engagements sévères. Leur composition très polyvalente doit leur permettre de répondre à ces différentes missions.
Robert de Vanssay se joint au 19e GRCA constitué à Limoges le 16 février 1940 dont il commande les deux escadrons motorisés, (3e et 4e escadrons). Un mois plus tard le régiment est mis en marche vers la Haute Marne. Il y cantonne en ordre dispersé, réparti entre plusieurs localités. De fait, le 19e GRCA ne s’engagera jamais sur aucun théâtre d’opérations de façon homogène : État-major d’un côté, Groupe d’Escadrons Hippomobiles d’un autre, Groupe d’Escadrons Motorisés d’un troisième, et Escadron Hors Rang ailleurs encore.
Lors de l’invasion de la Belgique, puis de la percée de Sedan, les deux escadrons motorisés du 19e GRCA sont précipités vers le département de la Marne, puis vers celui des Ardennes afin de prêter main-forte à la 5e Division de Cavalerie qui recule sous la pression allemande. Ainsi bien épaulée, la 5e Division de Cavalerie, peut franchir l’Aisne le 15 mai, se repliant vers le sud en bon ordre. Robert de Vanssay sera cité à l’ordre de la Division pour la réussite de cette mission. Les deux escadrons motorisés retournent alors se positionner en réserve au sud de Rethel (Ardennes), au village de Pontfaverger (Marne) non loin de Reims.
Après le franchissement par l’ennemi de la Meuse, l’État-major français a constitué une solide ligne d’arrêt sur la rive gauche de l’Aisne défendue par plusieurs Divisions d’Infanterie. Mais prévoyant sans doute là aussi une possible percée allemande, il retire du dispositif deux régiments d’artillerie, (le 32e Régiment d’Artillerie et le 232e Régiment d’Artillerie Lourde Divisionnaire, jusque-là positionnés dans la boucle ouest de la rivière, entre Rethel (Ardennes) et Asfeld (Ardennes). Ne restent dans cette zone que les trois régiments de la 10e Division d’Infanterie, dite « Division de Paris ». Au centre, le 24e régiment d'infanterie commandé par le colonel Gabriel Sausse ; à gauche le 5e R.I., et plus au nord, le 46e R.I. Ces trois régiments vont résister sur l’Aisne entre le 15 mai et le 9 juin 1940 épaulés par les 2 escadrons motorisés du 19e GRCA, ainsi que par des éléments du 15e GRDI.
Les 1re et 2e Panzer-Divisionen du « Groupe Guderian » revenues de l’encerclement de Dunkerque arrivent sur l’Aisne le 8 juin. Tous les ponts n’ont pas sauté, notamment à Château-Porcien (Ardennes). D’autres points de passage sont âprement ménagés. L’attaque débute le 9 juin au matin, mais les blindés ne franchiront la rivière qu’aux premières heures du 10 juin. La défense française face aux blindés allemands est acharnée. Les 2 escadrons motorisés du 19e GRCA arrivés à la hâte dans la nuit du 9 au 10, prennent position aux côtés d’éléments du 24e R.I. déjà fort éprouvés et isolés sur une hauteur proche de St Loup en Champagne (Ardennes), le Bois Jean-Claude. Le 10 juin vers 5 h 45 les blindés ennemis arrivent sur les positions françaises tenues par les 120 hommes du 19e GRCA. Bientôt à court de munitions, leur situation est désespérée. On avait parlé d’une « mission de sacrifice total »…

### Mort pour la France
Dans le Bois Jean-Claude, les Français désormais privés de toute capacité de riposte efficace risquent l’encerclement. Robert de Vanssay se résout à ordonner le repli vers le sud, alors qu’un blindé ennemi escalade le coteau vers lui, ouvrant le feu à moins de 25 mètres. Chacun quitte sa position, se dirige par bonds successifs vers le sud en direction du village de Roizy (Ardennes), où une nouvelle ligne de défense doit se former sur la rivière Suippe.
À son tour, Robert de Vanssay atteint la route St Loup/ Blanzy la Salonnaise au lieu-dit « le Signal de St Loup ». Alors qu’il dépasse à pied l’endroit, l’officier change de direction, cherche à rejoindre le colonel Gabriel Sausse (24e R.I) toujours à St Loup (et déjà prisonnier), afin de l’informer du basculement de la situation.
Ses hommes tentent de le retenir, mais déjà des fantassins ennemis sont aperçus à moins de 500 mètres, protégés par leurs blindés. Les Français doivent reprendre immédiatement leur marche vers Roizy.
Quelques instants plus tard une rafale de mitrailleuse fauche Robert de Vanssay isolé en plein champ, lequel s’écroule à terre une artère fémorale sectionnée.
Resté conscient, il tente de se poser un garrot, aussitôt secouru par le Cavalier de 2e classe François Chardon. N’arrivant pas lui-même à arrêter l’hémorragie, et malgré l’insistance de son chef pour qu’il s’en aille, le soldat du 4e escadron arrive à Saint-Loup-en-Champagne hors d’haleine, à la recherche d’aide urgente et au mépris des tirs ennemis.
Il réussit à convaincre un officier allemand de secourir son Commandant, et repart à sa recherche en compagnie d’autres prisonniers français. Mais avant d’arriver sur place, des fantassins allemands leur barrent le passage, interdisant au petit groupe de continuer. A quelques mètres de là, le Chef d’escadrons Robert de Vanssay est déjà mort, exsangue.
Retrouvé en août 1940 seulement, son corps est temporairement inhumé sur place. Il est par la suite transféré à la Nécropole Nationale de Floing (Ardennes) avec les 85 hommes tombés ce jour-là sur la commune de Saint-Loup-en-Champagne. Sa tombe porte le no 1325.

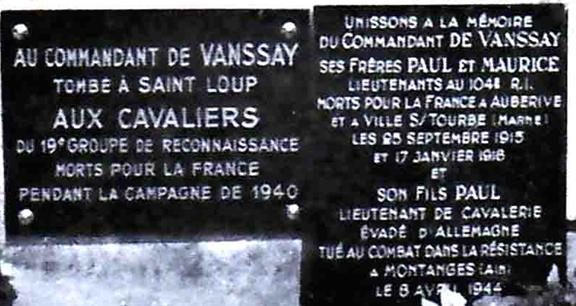
Plaques à Saint-Loup-en-Champagne.

## Vie privée
Le 16 juillet 1914, soit deux semaines avant la déclaration de guerre, il épouse Henriette Marie Pauline de Martin de Viviès.
Le ménage a trois enfants dont l’aîné, Paul de Vanssay, devenu plus tard officier de cavalerie et résistant, est tué à Montanges le 8 avril 1944.

## Distinctions
- Chevalier de la Légion d'honneur (décret du 21 décembre 1926)[8] ;
- Croix de guerre 1914–1918 (citation à l'ordre de la division en 1918) ;
- Croix de guerre 1939–1945 (citation à l'ordre de la division et citation posthume à l’ordre de l’Armée en 1941) ;
- Médaille coloniale avec agrafe « Maroc » (1926) ;
- Insigne des blessés militaires ;
- « Mort pour la France » (décision d’attribution N° AC 21P16-4383)[24].

## Hommages
- Plaque sur un monument dédié à Saint-Loup-en-Champagne, reproduite ci-contre.
- Monument élevé sur la D 38 au carrefour du "Signal de St-Loup" (Mont de Blanzy); route reliant "St-Loup" à "Blanzy la Salonnaise".
- Hommage du Commandant en Chef des Forces Terrestres, Ministre, Secrétaire d'État à la Guerre daté du 27 janvier 1941, le général Charles Huntziger : "Officier supérieur du plus grand mérite et d'une conscience absolue. Ayant reçu l'ordre dans la nuit du 9 au 10 juin 1940, de soutenir en arrière de l'Aisne, deux régiments d'Infanterie durement éprouvés, a amené ses unités sur la ligne de combat au milieu de difficultés sans nombre. A reçu au petit jour l'attaque ennemie sans avoir pu s'organiser défensivement, et a lutté en plein champ jusqu'à l'abordage par les chars ennemis. S'est fait tuer à son poste de combat, plutôt que d'abandonner le terrain confié à son Honneur d'Officier."[25]